# Francesc d'Assís Vidal i Barraquer
Francesc d'Assís Vidal i Barraquer (Cambrils, Baix Camp, 3 d'octubre de 1868 - Friburg, Suïssa, 13 de setembre de 1943) fou bisbe de Solsona, arquebisbe de Tarragona i cardenal. Fill de Francesc Vidal Gimbernat i Angelina Barraquer i Roviralta.

## Biografia

### Joventut i estudis
Als dotze anys l'enviaren a estudiar al Col·legi de Sant Ignasi de Manresa, Bages, i aviat manifestà la seva intenció d'ingressar a la Companyia de Jesús, però el seu pare li ho prohibí tot instant-lo a primer acabar els estudis. El seu mentor, el bisbe de Vic Josep Torras i Bages, el dissuadí de fer-se jesuïta per a consagrar-se al servei de l'Església del país.
El 1885 obtingué el batxillerat i ingressà simultàniament al Seminari de Barcelona, que abandonà aviat, i a la Universitat de Barcelona, per la qual es llicencià en Dret el 1890. A aquesta ciutat exercí d'advocat poc més d'un any, perquè el 1895 es traslladà a Tarragona, en el seminari de la qual reprengué els estudis eclesiàstics. Allà fou ordenat sacerdot el 17 de setembre de 1899. L'any següent es doctorà en Dret per la Universidad Complutense de Madrid.

### Trajectòria a l'Església catalana
A l'arxidiòcesi de Tarragona fou successivament substitut de la fiscalia del tribunal eclesiàstic (1900), fiscal titular (1905), vicari general adjunt (1905-1909), canonge de la catedral metropolitana (1907-1913), vicari general (1909-1913) i vicari capitular (1911-1913).
El 26 d'abril de 1914, a la mateixa catedral de Tarragona i de mans de l'arquebisbe Antolín López Peláez, fou consagrat bisbe titular de Pentacomia i nomenat administrador apostòlic del bisbat de Solsona. Aquell mateix 1914 i fins al 1916, per elecció dels bisbes catalans i nomenament d'Alfons XIII, rei d'Espanya, fou nomenat senador. El 1917 renuncià al bisbat de Cadis perquè volia restar a Catalunya en uns moments socialment convulsos.
El 7 de maig de 1919 el papa Benet XV el promogué a la seu arquebisbal, metropolitana i primada de Tarragona, i el 7 de març de 1921 el nomenà cardenal del títol de Santa Sabina. En aquesta condició assistí al conclave de l'any següent que elegí Pius XI. El 1923 rebutjà la seu metropolitana de Toledo i també el trasllat a Roma com a cardenal de la cúria vaticana. Durant aquesta època, la de la dictadura de Primo de Rivera, defensà la separació de l'Església de l'estat i aconseguí mantenir la llengua catalana com a vehicle d'expressió, de predicació i de catequesi.

### Segona República i guerra civil espanyola
A l'adveniment de la Segona República Espanyola acatà el nou règim «com a producte de la voluntat popular, lliure i pacífica». Conreà una gran amistat personal amb el president Niceto Alcalá-Zamora. Saludà l'Estatut d'Autonomia de Catalunya de 1932.
Després del cop d'estat del 18 de juliol del 1936 i l'esclat de la guerra civil, fou perseguit per escamots anarquistes incontrolats (uns membres de la FAI vinguts de l'Hospitalet de Llobregat a Vimbodí on van saber que estava refugiat al monestir de Poblet, aleshores desafectat, van anar a buscar-lo amb intenció d'eliminar-lo), fou dut a la presó de Montblanc d'on, gràcies a la intervenció personal del conseller Ventura Gassol avisat pel doctor Joaquim Guitert, pogué ser rescatat i per a la seva seguretat el van fer partir cap a l'estranger embarcant-lo en un vaixell italià que hi havia atracat al port de Barcelona. Per al seu vicari general, Salvador Rial, fou «la primera víctima del clergat de l'arxidiòcesi, sense efució de sang, però autèntic màrtir sofrent de la persecució». No es va poder evitar l'assassinat del seu bisbe auxiliar, Manuel Borràs, detingut també a Montblanc, tot i també la intervenció de Joaquim Guitert.
Mentrestant s'havia oposat fermament als revoltats a Espanya i no acceptà la bel·ligerància de la jerarquia de l'Església a favor del bàndol facciós. Per raó de "consciència", es negà a signar la carta col·lectiva de l'episcopat espanyol de l'1 de juliol de 1937 de suport al general insurrecte Franco. Això li comportà la prohibició de retornar a la seu tarragonina, a la qual tanmateix no renuncià mai malgrat les pressions governamentals.

### Exili i mort
Participà en el conclave de 1939 que elegí el papa Pius XII, curiosament al costat del seu antagonista en les relacions amb el franquisme, el cardenal Isidre Gomà, arquebisbe de Toledo.
Durant l'exili s'estava a la cartoixa de Farneta, prop de Lucca, Toscana, fins que l'ocupació nazi d'Itàlia feu que es refugiés a Suïssa, on morí, el 1943. Els monjos de la cartoixa de Valsainte no el van enterrar, sinó que el van deixar a la caixa, preveient que de seguida el portarien a Tarragona. Franco ho impedí, de manera que no fou fins fins al 1978, d'acord amb la seva voluntat testamentària, que les seves restes foren traslladades a la catedral de Tarragona.
La seva neboda, Montserrat Vidal i Barraquer, fou una de les pioneres fotògrafes catalanes.